# Juan Germán Roscio
Juan Germán Roscio is een gemeente in de Venezolaanse staat Guárico. De gemeente telt 140.000 inwoners. De hoofdplaats is San Juan de los Morros.